# Хенкель, Мануэла
Мануэла Хенкель (нем. Manuela Henkel; род. 4 декабря 1974, Нойхаус-ам-Реннвег, Зуль) — немецкая лыжница, выступавшая за сборную Германии с 1994 по 2009 год. Участвовала в трёх зимних Олимпийских играх, в 2002 году в Солт-Лейк-Сити выиграла золотую медаль, соревнуясь в эстафете 4х5 км. В 2006 году в Турине заняла двенадцатое место в гонке преследования.
На чемпионате мира 2003 года выиграла золотую медаль в эстафете и показала девятый результат в индивидуальной гонке на 15 км. В ходе карьеры трижды выигрывала индивидуальные гонки на 5 км — в 1995, 2000 и 2005 годах.
Выступает за клуб WSV Oberhof, приходится старшей сестрой известной биатлонистке Андреа Хенкель.
Завершила спортивную карьеру в 2009 г.